# Воля-Камоцька
Воля-Камоцька (пол. Wola Kamocka) — село в Польщі, у гміні Ґрабиця Пйотрковського повіту Лодзинського воєводства.
Населення — 106 осіб (2011).
У 1975-1998 роках село належало до Пйотрковського воєводства.

## Демографія
Демографічна структура станом на 31 березня 2011 року:
|          | Загалом | Допрацездатний вік | Працездатний вік | Постпрацездатний вік |
| -------- | ------- | ------------------ | ---------------- | -------------------- |
| Чоловіки | 52      | 15                 | 30               | 7                    |
| Жінки    | 54      | 10                 | 30               | 14                   |
| Разом    | 106     | 25                 | 60               | 21                   |